# 1663 en santé et médecine
| Années de la santé et de la médecine : 1660 - 1661 - 1662 - 1663 - 1664 - 1665 - 1666    |
| Décennies de la santé et de la médecine : 1630 - 1640 - 1650 - 1660 - 1670 - 1680 - 1690 |

Cet article présente les faits marquants de l'année 1663 en santé et médecine.

## Fondations
- Louis XIV fonde un hospice à Compiègne, à l'emplacement de la table-Dieu, « bureau de charité établi en 1250 pour les pauvres de la ville[1] ».